# エヴァレット・ハープ
エヴァレット・ハープ（Everette Harp、1961年8月17日 - ）は、アメリカのジャズ・サクソフォーン奏者。セッション・ミュージシャンとして、ソウル・ミュージックの分野においても活動している。

## ディスコグラフィ

### スタジオ・アルバム
- 『君への想い』 - Everette Harp (1992年、Blue Note)
- 『コモン・グラウンド』 - Common Ground (1994年、Blue Note)
- 『ホワッツ・ゴーイン・オン〜エヴァレット・ハープ・プレイズ・マーヴィン・ゲイ』 - What's Going On (1997年、Blue Note)
- 『ベター・デイズ』 - Better Days (1998年、Blue Note)
- For the Love (2000年、Blue Note)
- All for You (2004年、A440 Records)
- In the Moment (2006年、Shanachie)
- My Inspiration (2007年、Shanachie)
- First Love (2009年、Shanachie)

### ジャズ・ファンク・ソウル
- Jazz Funk Soul (2014年、Shanachie)
- More Serious Business (2016年、Shanachie)
- Life and Times (2019年、Shanachie)
- Forecast (2022年、Shanachie)